# Centrale coherentie
De theorie van de centrale coherentie gaat uit van een beperking van het kunnen komen tot een geïntegreerd (oftewel coherent) beeld. Met centrale coherentie wordt bedoeld de tendens om binnenkomende informatie globaal en in de context te verwerken. Volgens deze theorie zijn mensen met autismespectrumstoornissen niet goed in staat om losse prikkels samen te voegen tot een betekenisvol geheel. De theorie is ontwikkeld door Uta Frith. 

## Achtergrond
Uitgangspunt van de theorie is de stelling dat typisch ontwikkelende mensen een neiging hebben om stimuli op een globalistische wijze te interpreteren, rekening houdend met de context. Frith gaat ervan uit dat ieder mens de drang heeft om waargenomen prikkels tot een zinvol geheel samen te voegen. 
Mensen met een autismespectrumstoornis, of naar later gebleken een schizoïde spectrumstoornis, hebben daarentegen de neiging om de wereld in fragmenten te ervaren. Ze nemen de wereld waar in losse deeltjes (puzzelstukjes), zonder deze tot een betekenisvol geheel te kunnen samenbrengen. Ze nemen vaak een detail waar en niet de context en borduren op dit detail voort. Ze gaan minder snel een samenhang zien of aanbrengen in wat ze waarnemen. In hun waarneming lijken de details de hoogste prioriteit te hebben, waardoor de juiste betekenis gemist wordt. Door een gebrekkige centrale coherentie wordt de wereld ervaren als een chaos, waardoor er van een prikkelverwerkingsstoornis kan worden gesproken.
De theorie gaat over het onvermogen om een volledig beeld te zien, maar alleen oog te hebben voor details, wat een voordeel kan zijn bij het uitoefenen van een beroep waarbij details belangrijk zijn, maar erg nadelig is bij sociale situaties en het begrijpen van de juiste context in taal.
De theorie biedt een verklaring voor moeilijkheden zoals het niet herkennen van de betekenis van ambigue woorden in de context (woorden zoals regent, of kantelen, die naargelang de zin waarin ze voorkomen anders worden uitgesproken) maar ook voor een aantal onaangetaste vaardigheden.
Mensen met problemen met de centrale coherentie zoeken veiligheid in herhalende handelingen en gaan op zoek naar routines en structuren. Zij houden zich vast aan het bekende en hebben weerstand tegen veranderingen. De theorie van de centrale coherentie beschrijft zowel de problemen als de talenten van mensen met autisme.

## Sterke en zwakke kanten
Sterke kanten:
- Detailwaarneming
- Logisch denken
- Feitenkennis

Minder sterke kanten:
- Omgaan met anderen
- Planning en organisatie
- Flexibel zijn
- Gedrevenheid, autonoom, focussen